# Nev'jansk
Nev'jansk è una città della Russia siberiana estremo occidentale (Oblast' di Sverdlovsk), situata sul fiume Nejva, 99 km a nord del capoluogo Ekaterinburg; dal punto di vista amministrativo, dipende direttamente dalla oblast' ed è capoluogo del distretto omonimo.
Simbolo della città è la torre pendente del XVIII secolo.

## Società

### Evoluzione demografica
Fonte: mojgorod.ru
- 1897: 16.000
- 1959: 30.500
- 1979: 32.400
- 1989: 29.800
- 2007: 25.300